# Козюра Віталій Володимирович
Віталій Володимирович Козюра (30.11.1999 — 25.02.2022) — солдат Збройних сил України, учасник російсько-української війни, що трагічно загинув під час російського вторгнення в Україну.

## Життєпис
Народився 30 листопада 1999 року в с. Антипівка Золотоніського району Черкаської області. Під час російсько-української війни був гранатометником відділення охорони зенітного ракетного полку. Загинув під час ворожого обстрілу під містом Ніжин.

## Нагороди
- Медаль «Захиснику Вітчизни» (2022, посмертно) — за особисту мужність і самовіддані дії, виявлені у захисті державного суверенітету та територіальної цілісності України, вірність військовій присязі[3].
- Його іменем названо вулицю в рідному селі[4]